# Leukada (gmina)
Leukada (gr. Δήμος Λευκάδας, Dimos Lefkadas) – gmina w Grecji, w administracji zdecentralizowanej Peloponez, Grecja Zachodnia i Wyspy Jońskie, w regionie Wyspy Jońskie, w jednostce regionalnej Leukada, utworzona 1 stycznia 2011, w wyniku połączenia dotychczasowych gmin: Apolonii, Elomenos, Karia, Leukada i Sfakiotes oraz wspólnot Kalamos i Kastos. W 2011 r. liczyła 22 652 mieszkańców. Zdecydowaną większość jej obszaru (331,82 km²) stanowi wyspa Leukada. Siedzibą gminy jest miejscowość Leukada.